# Vavrišovo
Vavrišovo é um município da Eslováquia, situado no distrito de Liptovský Mikuláš, na região de Žilina. Tem 9,91 km² de área e sua população em 2018 foi estimada em 690 habitantes.

## Demografia
| Ano:        | 1994 | 2004    | 2014    | 2024   |
| ----------- | ---- | ------- | ------- | ------ |
| Broj ljudi: | 515  | 598     | 672     | 689    |
| Razlika:    |      | +16,11% | +12,37% | +2,52% |

| Ano:               | 2023 | 2024   |
| ------------------ | ---- | ------ |
| Número de pessoas: | 688  | 689    |
| Diferença:         |      | +0,14% |